# (144552) Jackiesue
(144552) Jackiesue est un astéroïde de la ceinture principale.

## Description
(144552) Jackiesue est un astéroïde de la ceinture principale. Il fut découvert le 19 mars 2004 à Charleston par Robert Holmes. Il présente une orbite caractérisée par un demi-grand axe de 2,77 UA, une excentricité de 0,03 et une inclinaison de 3,3° par rapport à l'écliptique.

## Compléments